# William Cavendish, 1. vévoda z Devonshiru
William Cavendish, 1. vévoda z Devonshiru (William Cavendish, 1st Duke of Devonshire, 1st Marquess of Hartington, 4th Earl of Devonshire, 4th Baron Cavendish of Hardwick) (25. ledna 1640 – 18. srpna 1707, Londýn, Anglie) byl anglický státník a dvořan z významného šlechtického rodu Cavendishů. V mládí byl dlouholetým členem Dolní sněmovny, jako hrabě z Devonshiru od roku 1684 členem Sněmovny lordů. Později byl oponentem stuartovského režimu, v roce 1688 podpořil slavnou revoluci a nástup Viléma Oranžského na anglický trůn. V návaznosti na to získal řadu funkcí, do smrti byl královským nejvyšším hofmistrem (1689–1707) a v roce 1694 byl povýšen na vévodu z Devonshiru.

## Kariéra
Byl synem 3. hraběte z Devonshiru, po matce byl vnukem 2. hraběte ze Salisbury. Studoval soukromě, v letech 1657–1660 absolvoval kavalírskou cestu po Francii a Itálii. Po obnovení monarchie zastával funkce ve správě hrabství Derby, v letech 1661–1681 byl též členem Dolní sněmovny, krátce sloužil v námořnictvu a v roce 1669 byl vyslancem ve Francii. V roce 1679 byl jmenován členem Tajné rady, z ní byl v roce 1680 vyloučen kvůli souboji a krátce byl i vězněn. V roce 1684 zdědil titul hraběte z Devonshiru a vstoupil do Sněmovny lordů (do té doby jako otcův dědic vystupoval pod jménem lord William Cavendish). V letech 1684–1707 byl zároveň lordem–místodržitelem v hrabství Deby.
Za vlády Jakuba II. stál v opozici a žil převážně na svých statcích, kde se věnoval výstavbě zámku Chatsworth. V roce 1688 byl jedním ze sedmi signatářů dopisu, který vyzval Viléma Oranžského k převzetí vlády v Anglii. Jako aktivní účastník slavné revoluce si zajistil další postup, v roce 1689 byl znovu uveden do Tajné rady a získal Podvazkový řád, stal se členem výboru Tajné rady pro obchod a kolonie (1689–1696), královským sudím v severních hrabstvích (1690–1707) a lordem–místodržitelem v hrabství Nottingham (1692–1694). Trvalý vliv si udržoval jako nejvyšší hofmistr (1689–1707), při korunovaci Viléma III. a královny Anny vykonával též funkci lorda korunovačního hofmistra (1689, 1702). V roce 1694 byl povýšen na vévodu z Devonshire. V závěru života podporoval anglicko–skotskou unii.

## Rodina
V roce 1662 se oženil s Mary Butler (1646–1710), dcerou 1. vévody z Ormonde. Měli spolu čtyři děti, dva mladší synové lord Henry Cavendish (1673–1700) a lord James Cavendish (1678–1751) zasedali v Dolní sněmovně, dědicem titulů byl nejstarší syn William Cavendish, 2. vévoda z Devonshiru (1673–1729), který byl stejně jako otec lordem nejvyšším hofmistrem.